# Coenonympha aquitanica
Coenonympha aquitanica är en fjärilsart som beskrevs av Varin 1952. Coenonympha aquitanica ingår i släktet Coenonympha och familjen praktfjärilar. Inga underarter finns listade i Catalogue of Life.